# 齋藤真成
齋藤 真成（さいとう しんじょう、1917年（大正6年）6月5日 - 2019年（令和元年）11月19日）は、日本の僧、洋画家、元・真正極楽寺（真如堂）第53世貫主、元・京都教育大学教授、元・成安女子短期大学講師、愛知県名古屋市出身。

## 略歴
- 1917年（大正6年）6月5日 - 愛知県名古屋市に生れる。
- 1920年（大正9年） - 京都府の伯父（服部五老）宅に移住。
- 1934年（昭和9年） - 龍谷大学予科入学
  - 須田国太郎らに洋画を学ぶ。
- 1940年（昭和15年） - 同大学文学部仏教学科卒業
- 1941年（昭和16年） - 徴兵される。
- 1943年（昭和18年） - 真如堂・東陽院の第30世住職となる。
  - 仕事の傍ら洋画を描く。
- 1965年（昭和40年） - 京都教育大学特修美術科・助教授に就任
- 1967年（昭和42年） - 同大学の教授に就任
- 成安女子短期大学講師
- 1999年（平成11年） - 真如堂・第53世貫主に就任
- 2009年（平成21年） - 母親の故郷である鶴岡市に作品を3点寄贈した為、市より感謝状を授与される。
- 2019年（令和元年）11月19日 - 死去[1]。

## 洋画作品
- 1955年（昭和30年） - 『人々』
- 1958年（昭和33年） - 『流木と鳥』
- 1961年（昭和36年） - 『蟷螂』
- 1962年（昭和37年） - 『石切り場』
- 1966年（昭和41年） - 『夜陰』
- 1983年（昭和58年） - 『無名』
- 1984年（昭和59年） - 『行者の家』
- 1988年（昭和63年） - 『荒れ模様』

## 受賞歴
- 1987年（昭和62年） - 第5回京都府文化賞功労賞
- 1988年（昭和63年） - 京都市文化功労者[2]
- 1993年（平成5年） - 第4回龍谷賞
- 1997年（平成9年） - 第10回京都美術文化賞

## 著作物
- 1994年（平成6年） - 『斎藤真成展 - 魂の曼荼羅を描く』 山形美術館（出版）
- 1998年（平成10年） - 『齋藤眞成』 木村重信（監修） 齋藤眞成画集刊行会（編） 京都書院（出版） ISBN 4-7636-1109-7
- 1998年（平成10年） - 『斎藤真成展 - 寓意と幻妖』 大阪府・大阪府文化振興財団（編） 大阪府（出版）
- 1998年（平成10年） - 『齋藤眞成展 - 仏陀に帰依するアーティスト』 天童市美術館（編） 天童市美術館（出版）

## 親族一族
- 高祖父：大山北李 - 庄内藩士、絵師、葛飾北斎の弟子
- 曾祖伯父：大山庄太夫 - 庄内藩士、留守居役
- 伯父：服部五老 - 南画家
- 従兄弟：服部二柳 - 南画家
- 従叔父：黒羽根秀雄 - 海軍大佐、防護巡洋艦「対馬」艦長
- 従叔父：松平穆堂 - 書家
- 再従兄弟：黒羽根忠雄 - 医学博士、医師
- 再従甥：黒羽根洋司 - 整形外科医師、エッセイスト